# NGC 1624-2
NGC 1624-2 (2MASS J04403728+5027410) – gwiazda typu widmowego O położona w gwiazdozbiorze Perseusza i odległa o około 20 tysięcy lat świetlnych od Ziemi. Masa gwiazdy wynosi około 30 mas Słońca, a jej temperatura wynosi 3500 ± 200 K.
Gwiazda ma najsilniejsze znane pole magnetyczne spośród wszystkich znanych masywnych gwiazd (stan na rok 2012), jest ono około 20 tysięcy razy silniejsze od pola magnetycznego Słońca i około 10 razy silniejsze od najsilniejszych wcześniej odkrytych pól magnetycznych dużych gwiazd; średnio na powierzchni gwiazdy ma ono wartość (co do modułu) 1,4 ± 0,1 T. Ma także bardzo długi okres rotacji, który jest przypuszczalnie wynikiem "hamowania" przez pole magnetyczne: przenoszenia momentu pędu z gwiazdy na jej wiatr gwiazdowy.